# Parlamentswahl im Kosovo 2014
- VV: 16
- AAK: 11
- LDK: 30
- PDK: 37
- SL: 9
- NISMA: 6
- KDTP: 2
- KV: 2
- Sonst.: 7

Die vorzeitige Abhaltung der Parlamentswahl im Kosovo 2014 (albanisch Zgjedhjet e Përgjithshme në Kosovë 2014; serbisch Parlamentarni Izbori na Kosovu 2014) war nötig geworden, nachdem sich am 7. Mai das Parlament der Republik Kosovo anlässlich eines parlamentarischen Vorstoßes von 57 Mitgliedern zu einer außerordentlichen Sitzung versammelte. Dabei gab es mit dem Vorschlag einer Parlamentsauflösung genau einen Tagesordnungspunkt. Bei der Abstimmung waren 90 Abgeordnete für und vier gegen diesen Vorschlag; drei enthielten sich. Damit wurde die IV. Legislaturperiode des Parlaments 2011–2014 beendet.
Nach der Konsultation mit den im Parlament vertretenen politischen Parteien und der Zentralen Wahlkommission bestimmte Atifete Jahjaga, die Präsidentin des Kosovo, den 8. Juni für die Abhaltung der vorzeitigen Parlamentswahl. Am 26. Juni veröffentlichte die Wahlkommission die offiziellen Resultate.

## Ausgangslage

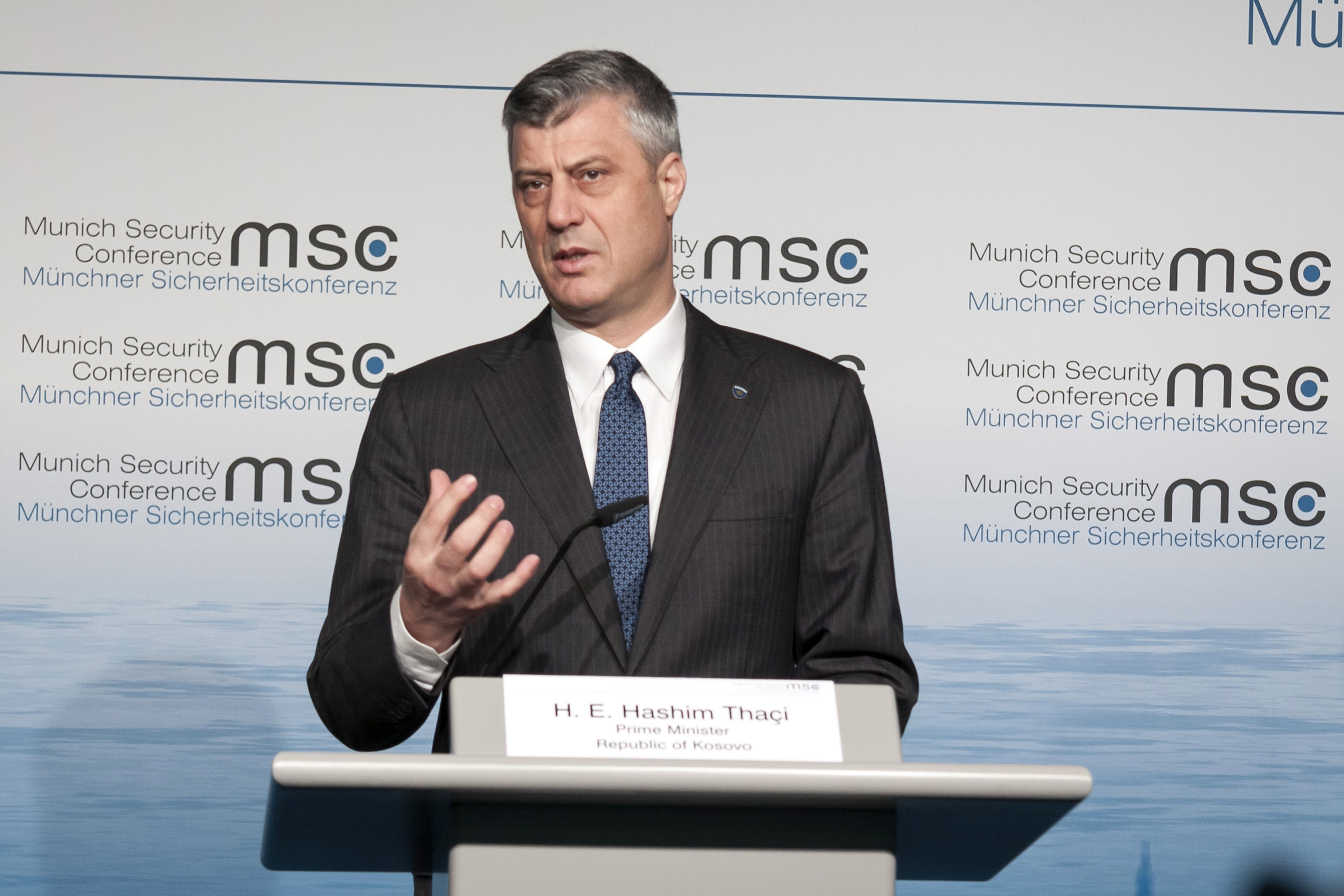
Hashim Thaçi (PDK) ist seit 2007 Ministerpräsident des Kosovo. Er leitet seit 2011 eine Koalition mit Minderheitenparteien unter der Führung seiner Demokratischen Partei (PDK).

Seit 2011 war Hashim Thaçi (PDK) Ministerpräsident des Kosovo und leitete das Regierungskabinett, welches neben der Demokratischen Partei des Kosovo noch die Allianz Neues Kosovo, die Unabhängige Liberale Partei (serbische Minderheitenpartei), die Demokratische Türkische Partei des Kosovo (türkische Minderheitenpartei) und andere politische Parteien der ethnischen Minderheiten im Land umfasste.

## Antretende politische Subjekte
Am 23. Mai 2014 veröffentlichte die zentrale Wahlkommission die Online-Version des offiziellen Stimmzettels. Demnach traten 30 politische Subjekte zur Wahl an. Die politischen Subjekte konnten sich zwischen dem 8. Mai und dem 16. Mai registrieren. Alles in allem konkurrierten 1235 Kandidaten um die Parlamentssitze. Nachfolgend alle Parteien mit offizieller Wahlgangsnummer.
- 31 – Ägyptische Liberale Partei (PLE)
- 32 – Demokratische Partei der Aschkali des Kosovo (PDAK)
- 33 – Progressive Demokratische Partei (PDS)
- 34 – Vereinigte Roma-Partei des Kosovo (PREBK)
- 35 – Lëvizja Vetëvendosje! (VV)
- 36 – Koalition Vakat (VAKAT)
- 37 – Starke Partei (PF)
- 38 – Serbische Liste
- 39 – Bewegung der Demokratischen Prosperität (PDP)
- 40 – Allianz Neues Kosovo (AKR)
- 41 – Sozialdemokratie (SD)
- 42 – Neue Kosovarische Partei der Roma (KNRP)
- 43 – Vereinigte Bosniakische Liste
- 44 – Allianz für die Zukunft Kosovos (AAK)
- 45 – Hasan Gashi
- 46 – Neue Demokratische Partei (NDS)
- 47 – Neue Demokratische Initiative des Kosovo (IRDK)
- 48 – Koalition für Gora (KZG)
- 49 – Partei der Aschkali für Integration (PAI)
- 50 – Partei der demokratischen Aktion (SDA)
- 51 – Zentrale Demokratische Union (CDU)
- 52 – Türkische Partei für Gerechtigkeit des Kosovo (KTAP)
- 53 – Bosniakische Partei der demokratischen Aktion des Kosovo (BSDAK)
- 54 – Demokratische Liga des Kosovo (LDK)
- 55 – Bewegung für Gora
- 56 – Unabhängige Liberale Partei (SLS)
- 57 – Demokratische Türkische Partei des Kosovo (KDTP)
- 58 – Partia Demokratike e Kosovës, Partei der Gerechtigkeit, Bewegung für Vereinigung, Albanische Christdemokratische Partei des Kosovo, Konservative Partei des Kosovo (PDK-PD-LB-PSHDK-PK)
- 59 – Initiative für Kosovo (NISMA)
- 60 – Bewegung Traditionelle Albanische Gruppierung

## Zusammenfassung der größten Parteien
| Logo         | Partei                                | Parteivorsitzender | Politische Positionen                                      |
| ------------ | ------------------------------------- | ------------------ | ---------------------------------------------------------- |
| Logo der PDK | Partia Demokratike e Kosovës (PDK)    | Hashim Thaçi       | pro-europäisch, inklusiv-nationalistisch und linksliberal  |
|              | Demokratische Liga des Kosovo (LDK)   | Isa Mustafa        | konservativ, sozial-konservativ und wirtschaftsliberal     |
| Logo der AKR | Allianz Neues Kosovo (AKR)            | Behgjet Pacolli    | liberal                                                    |
| Logo der AAK | Allianz für die Zukunft Kosovos (AAK) | Ramush Haradinaj   | konservativ und pro-europäisch                             |
| Logo der VV  | Vetëvendosje! (VV)                    | Albin Kurti        | protektionistisch, direkt-demokratisch und radikal-liberal |

## Wahlkampf
Der Wahlkampf begann am 28. Mai und wurde am 6. Juni beendet.
Nachfolgend einige Forderungen, Projekte und Strategien einzelner antretender politischer Parteien:
- Allianz für die Zukunft Kosovos (AAK): Parteivorsitzender Ramush Haradinaj erklärte während eines Interviews, die Arbeitslosigkeit im Land von aktuell 45 auf zehn Prozent zu senken. Weiter setze sich seine Partei für den Aufbau des Rechtsstaats und für die Bekämpfung von Korruption und organisierter Kriminalität ein. Er kritisierte die bisherige Regierung unter Hashim Thaçi. Sie hätte eine „falsche Richtung“ eingeschlagen und das Land schlecht regiert.[5] Der Wahl-Slogan war Drejtim i Ri „Neue Richtung“.[6]
- Demokratische Liga des Kosovo (LDK): Isa Mustafa erklärte bei einer Wahlkampfveranstaltung, dass die nächste von ihnen geführte Regierung nicht tolerieren werde, dass so viele junge Menschen den Kosovo wegen der Arbeitslosigkeit verlassen müssten. Der Parteivorsitzende forderte die Absetzung der seit 2007 regierenden Demokratischen Partei. Der Wahl-Slogan der LDK war Vetëm Ne Mundemi „Nur wir können“.[7]
- Starke Partei (PF): Die Partei von Visar Arifaj hatte eine ganz bestimmte Wahlkampfstrategie. Sie markierte mit ihren Parteiflaggen ihrer Meinung nach „strategisch wichtige Orte“. Bis zum Ende des Wahlkampfs wollte die PF den ganzen Kosovo so „besetzen“. Das Wahl-Slogan war Vota Është e Jona „Die Stimme ist die Unsere“.[8]
- Partia Demokratike e Kosovës (PDK): Parteivorsitzender und Noch-Ministerpräsident Hashim Thaçi zielte mit seinem Programm auf die Schaffung von 200.000 neuen Arbeitsplätzen. Seiner Meinung nach wäre der Sieg der PDK unbestritten. Der Wahl-Slogan der Demokraten war Misioni i Ri „Die neue Mission“.[9]
- Allianz Neues Kosovo (AKR): Mit dem Wahlslogan Na Kryjmë Punën „Wir machen die Arbeit“ zielte die AKR auf die Erhöhung der Sicherheit im Land ab und war wie viele andere Parteien für die „wirtschaftliche Vereinigung“ mit Albanien, was eine Harmonisierung des freien Markts und der Wirtschaft beider Länder bedeutet hätte.[10]
- Lëvizja Vetëvendosje! (VV): Parteivorsitzender Albin Kurti erklärte während der Präsentation eines Kandidaten der VV, dass seine Partei den republikanischen Staat anstrebe, was weder Privilegien für die ethnischen Minderheiten noch für die wirtschaftlich Stärkeren bedeute. Sie versprach einen kostenlosen Gesundheitsdienst, eine kostenlose Bildung und eine progressive Steuer. Die VV werde die Korruption bekämpfen und sich nicht in die Judikative einmischen.[11] Der Wahl-Slogan der Vetëvendosje! ist Tash ka shpresë #meLëvizjen „Jetzt gibt es Hoffnung #mitderBewegung“.[12]

## Wahlverfahren

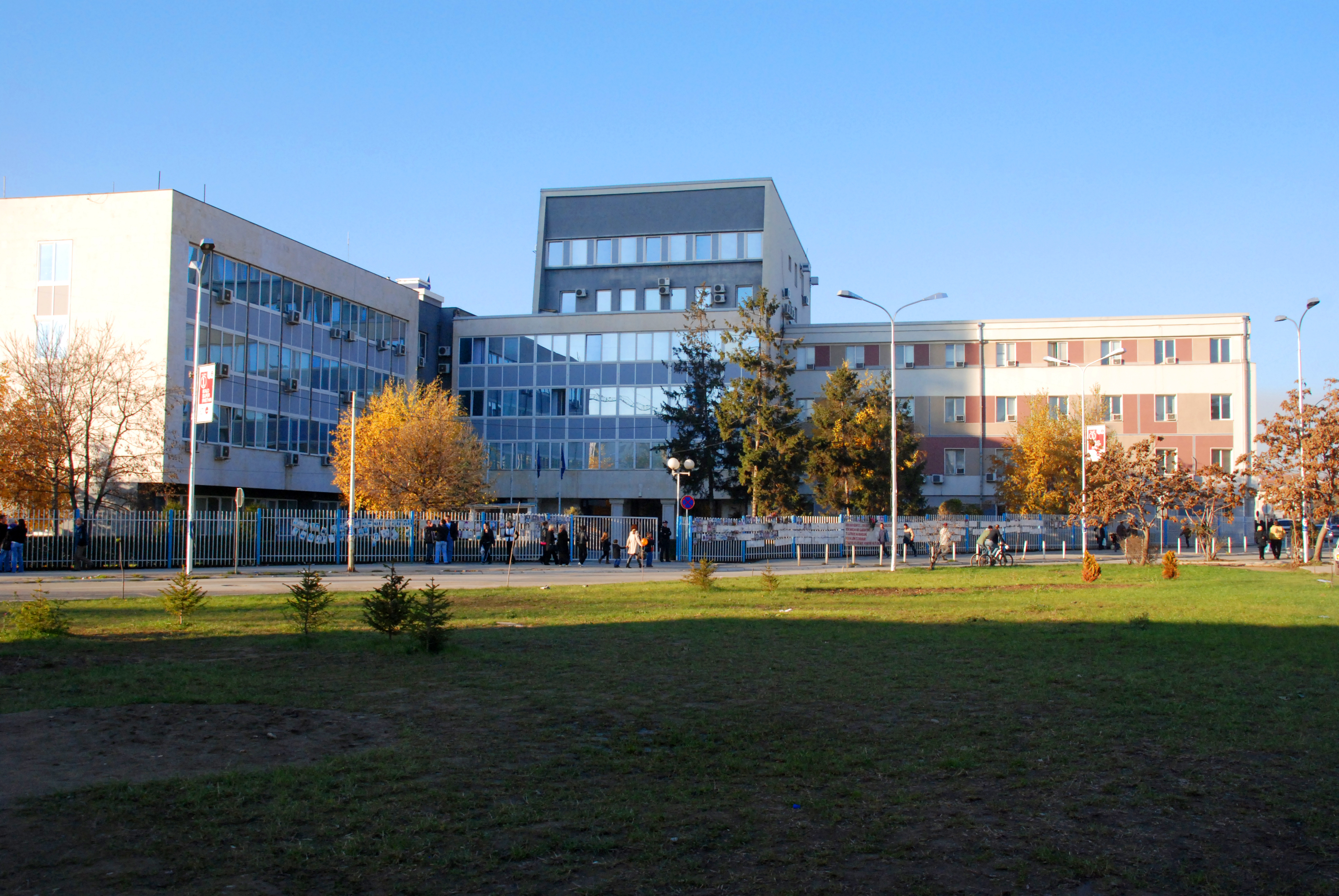
Das Parlament der Republik Kosovo hat 120 Abgeordnete. 20 davon sind für die ethnischen Minderheiten reserviert. Sie werden im Vierjahresrhythmus nach dem D’Hondt-Verfahren gewählt.

Die Stimmberechtigten durften bis zu fünf Kandidaten von genau einem politischen Subjekt wählen. In der Stimmkabine gab es zur Information zudem eine Broschüre mit allen antretenden Kandidaten. Die politischen Subjekte waren auf dem Wahlzettel schon aufgelistet.
Laut Verfassung sind von den 120 Parlamentssitzen 20 für die ethnischen Minderheiten des Landes reserviert. Diese werden nicht mit dem übrigen Wahlergebnis verrechnet. Zehn davon sind den Serben, je einer den Roma, Aschkali und Ägyptern, drei den Bosniaken, zwei den Türken und einer den Goranen garantiert. Ein Sitz ist zudem für diejenige Kommunität von Roma, Aschkali und Ägyptern, welche die meisten Stimmen hat. Alle Abgeordnetensitze werden nach dem D’Hondt-Verfahren gewählt.

## Wahlbeobachter
Die zentrale Wahlkommission erklärte am 3. Juni 2014, dass die offizielle Zahl aller nationalen und internationalen Wahlbeobachter bei 27.733 liege. Unter ihnen gehörten Vertreter der Europäischen Union, der Organisation für Sicherheit und Zusammenarbeit in Europa und der Vereinten Nationen an.

## Urnengang

### Wahlbeteiligung
Die Lokale zur Stimmabgabe öffneten um 07:00 Uhr. Insgesamt standen 2374 Abstimmungslokale in 798 Wahlzentren zur Verfügung. Bis 12:00 Uhr gingen rund 14 Prozent der Stimmberechtigten zur Urne. Um 15:00 Uhr wurden 26,6 Prozent gezählt. Der höchste Anteil wurde in Mamusha mit 37,37 % gemessen, der tiefste in Dragash mit 20,38 %.
Bis um 19:00 Uhr gingen 43,42 Prozent der Stimmberechtigten an die Urne. Der größte Anteil lag in der Hauptstadt Priština bei 51,73 Prozent, während der tiefste in Leposavić bei 32,35 Prozent lag. Alle Abstimmungslokale wurden um 19:00 Uhr geschlossen und der Urnengang beendet. Gleich danach begann die Stimmenauszählung.

### Registrierte Unregelmäßigkeiten
Bis zur Mittagszeit wurde im ganzen Land nur eine ernste Unregelmäßigkeit beobachtet. In der Hauptstadt Priština versuchte ein Stimmberechtigter zweimal zu wählen. Er wurde währenddessen von der Polizei verhaftet.
Bis zum Ende des Urnengangs wurden schließlich insgesamt acht Stimmberechtigte mit Verdacht auf Wahlfälschung verhaftet. Insgesamt waren 16 Personen in 13 Fällen in Manipulationen verwickelt.
Einheiten der Staatsanwaltschaft und der Polizei untersuchen einen Verdacht in der Region von Skënderaj, wonach in vier Dörfern Wahlurnen mit gefälschten Wahlzetteln aufgefüllt werden. Dieser Verdacht muss noch bestätigt werden.

### Stellungnahmen und Reaktionen
Der kosovarische Schriftsteller und Unabhängigkeitsaktivist Adem Demaçi verkündete, dass er nicht abstimmen gehen werde:

«Kam thënë që të gjitha partitë janë të mirë, po ja që unë nuk e votoj asnjërën. Asnjëherë nuk votoj. Andaj as sot nuk mund të më shihni në vendvotim.»

„Ich sagte, dass alle Parteien gut sind, wobei ich keine wähle. Ich stimme nie ab. Deswegen könnt ihr mich auch heute nicht im Abstimmungslokal sehen.“

Als erste Partei erklärte die Starke Partei (PF) ihren Wahlsieg. Genau drei Minuten nach Wahlende bezeichnete die PF ihren Sieg als „unwiderruflich“. Damit machte sie auf ihre satirischen Art und Weise auf die lange Tradition der politischen Parteien aufmerksam, die nach dem Urnengang oft sofort ihren Sieg verkündeten.

## Stimmenauszählung
Gleich nach dem Ende des Urnengangs um 19:00 Uhr begann die Stimmenauszählung. Sie dauerte bis zum 26. Juni an.
Während der Stimmenauszählung gab es in der Hauptstadt eine gewalttätige Auseinandersetzung zwischen PDK- und LDK-Sympathisanten. Ein Mann wurde dabei verletzt, als er von einem PDK-Sympathisanten auf einem Motorrad versehentlich angefahren wurde. Der Fahrer beging darauf Fahrerflucht. Der Zustand des Verletzten war vorübergehend kritisch.
Nach Auszählung von rund 40 Prozent der Stimmen erklärte Ministerpräsident Hashim Thaçi den Sieg seiner Demokratischen Partei.
Am 13. Juni begann die Neuauszählung der Wahlzettel von 14 Stimmlokalen, da vermutet wurde, dass dabei Unregelmäßigkeiten stattfanden. Die Zentrale Wahlkommission dementierte dabei die Spekulation der NISMA, dass bei der Auszählung der verbliebenen Stimmzettel Manipulationen durchgeführt werden könnten.
Am 17. Juni begann die Auszählung der verbliebenen Wahlzettel, welche 21.800 Stimmen mit Bedingungen, 1500 Stimmen von Personen mit besonderen Bedürfnissen und 13.000 über die Post verschickte Stimmen umfassten. Gleichzeitig wurden zwei weitere Stimmlokale neu ausgezählt, da Beschwerden eingereicht worden waren. Die 14 Stimmlokale von voriger Woche waren inzwischen zu Ende neu ausgezählt.

## Ergebnisse
Am 26. Juni gab die Wahlkommission bekannt, dass die Stimmenauszählung vollständig beendet wurde. Nach den offiziellen Ergebnissen verteilen sich die Stimmen wie folgt auf die verschiedenen politischen Subjekte:
| Logo                     | Liste                    | Partei                                        | Absolute Stimmen | Stimmenanteil |
| ------------------------ | ------------------------ | --------------------------------------------- | ---------------- | ------------- |
| Logo der PDK             | 58                       | Partia Demokratike e Kosovës                  | 222.181          | 30,38 %       |
|                          | 54                       | Demokratische Liga des Kosovo                 | 184.596          | 25,24 %       |
| Logo der Vetëvendosje!   | 35                       | Vetëvendosje!                                 | 99.397           | 13,59 %       |
| Logo der AAK             | 44                       | Allianz für die Zukunft Kosovos               | 69.793           | 9,54 %        |
|                          | 38                       | Serbische Liste                               | 38.199           | 5,22 %        |
|                          | 59                       | Initiative für Kosovo                         | 37.681           | 5,15 %        |
| Logo der AKR             | 40                       | Allianz Neues Kosovo                          | 34.170           | 4,67 %        |
| Logo der KDTP            | 57                       | Demokratische Türkische Partei des Kosovo     | 7.424            | 1,02 %        |
|                          | 36                       | Koalition Vakat                               | 6.476            | 0,89 %        |
|                          | 33                       | Progressive Demokratische Partei              | 5.973            | 0,82 %        |
|                          | 32                       | Demokratische Partei der Aschkali des Kosovo  | 3.335            | 0,46 %        |
|                          | 46                       | Neue Demokratische Partei                     | 2.837            | 0,39 %        |
|                          | 52                       | Türkische Partei für Gerechtigkeit des Kosovo | 2.349            | 0,32 %        |
|                          | 31                       | Ägyptische Liberale Partei                    | 1.960            | 0,27 %        |
|                          | 39                       | Bewegung der Demokratischen Prosperität       | 1.787            | 0,24 %        |
|                          | 49                       | Partei der Aschkali für Integration           | 1.583            | 0,22 %        |
|                          | 47                       | Neue Demokratische Initiative des Kosovo      | 1.456            | 0,2 %         |
| Logo der PF              | 37                       | Starke Partei                                 | 1.142            | 0,16 %        |
| Sonstige und Unabhängige | Sonstige und Unabhängige | Sonstige und Unabhängige                      | 8.912            | 1,22 %        |

## Sitzverteilung im Parlament 2014–2017
Laut Wahlkommission entfallen die 120 Parlamentssitze wie folgt auf die politischen Parteien:
- PDK: 37
- LDK: 30
- VV: 16
- AAK: 11
- NK: 6
- Minderheiten: 20

## Internationale Bewertungen
Die Hohe Vertreterin der EU für Außen- und Sicherheitspolitik, Catherine Ashton, erklärte am 9. Juni, dass „diese Wahlen einen Schritt nach vorne in der Konsolidierung der Demokratie des Kosovo sind“. Sie bedankte sich bei den Wahlbeobachtern der Europäischen Union und bewertete die Parlamentswahl als „ordnungsgemäß“ verlaufen.
Der US-Demokrat Eliot Engel bezeichnete den Urnengang als fortschrittlich und demokratisch und sagte, dass „sie (die Kosovaren) stolz auf das sein können, was sie erreicht haben“.
Der serbische Außenminister Ivica Dačić sagte, „es ist wichtig, dass die Serben an der Parlamentswahl im Kosovo teilgenommen haben – unabhängig von ihren erreichten Prozenten – und dass sie ihre legitimen Vertreter im Parlament des Kosovo haben werden“. Er fügte hinzu, dass „das nur ein Teil des politischen Kriegs ist“, hinweisend auf die Bildung der Gemeinschaft der serbischen Gemeinden im Kosovo, welche ein Punkt des Abkommens vom April 2013 ist.
Die US-amerikanische Zeitschrift Foreign Policy analysierte die Parlamentswahl im Kosovo, ihre Ausgangslage und ihre Folgen. Demnach stehen Hashim Thaçi und seine Demokratische Partei scharf in Kritik, wie sie in den letzten Jahren das Land regiert haben. In der Thaçi-Regierung dominierten schlechte Finanzverwaltung, Nepotismus, internationale Kriminalität und verschiedene Korruptionsskandale. Die größte Sorge aller kosovarischen Bürger ist die Beschäftigung und die Arbeitslosigkeit, doch die Privatisierung und die verheimlichten und undurchsichtigen Offerten hoher politischer Funktionäre und Bediensteter begrenzten die Möglichkeiten einer Anstellung. Laut Foreign Policy können nur diejenigen im Kosovo eine Arbeit finden, die über Verbindungen in der Familie und in der Politik verfügen. Weiter ergänzt die Zeitschrift, dass Thaçi die Wahl nicht wegen seiner Popularität, sondern wegen der niedrigen Wahlbeteiligung gewonnen habe. Letztere geht darauf zurück, dass die Menschen oft frustriert und apathisch sind.

## Koalitionsgespräche
Gleich am Tag danach suchten die politischen Parteien, die voraussichtlich ins Parlament einziehen werden, den Kontakt zueinander, um eine mögliche Regierungskoalition zu besprechen. Die Demokratische Partei ist als Siegerin der Wahl die politische Kraft mit den meisten Stimmen im Land und ist für eine Regierungsbildung auf Partner angewiesen.

### Mögliche Optionen der Siegerpartei PDK
Nach Meinung des Journalisten und Analysten Halil Matoshi (* 1961) hat Hashim Thaçi drei Optionen zu einer Regierungsbildung:
- Die PDK bildet eine Koalition mit der AAK und der NISMA und würde somit aus Nachfolgeorganisationen der UÇK bestehen, die sogenannte „Front des Kriegs“ (alb. krahu i luftës). Hierbei müsste aber Ramush Haradinaj, der AAK-Parteivorsitzende, künftiger Ministerpräsident werden, da dies eine Bedingung seiner Partei sei, um einer Regierung beizutreten.
- Die zweite Möglichkeit wäre eine minimale Gewinnkoalition zwischen PDK und LDK. Diese wäre eine relativ stabile Regierung, jedoch wäre nicht klar, wie qualitativ sie wäre.
- Und die dritte Option wäre eine Blockade der Parteien der Opposition und die Abhaltung erneuter frühzeitiger Parlamentswahlen. Laut Matoshi wäre das jedoch für den Kosovo mit zu hohen Kosten verbunden.

Als Partner stünden zudem die Minderheitenparteien, allen voran die Serbische Liste (serb. Srpska Lista), zur Verfügung. Vetëvendosje! hingegen ginge eine Koalition nur ein, wenn die PDK die für sie radikalen Bedingungen der Vetëvendosje! akzeptierte.

### Koalitionsvertrag LDK-AAK-NISMA
Am 10. Juni wurde bekannt, dass sich Isa Mustafa (LDK), Ramush Haradinaj (AAK) und Fatmir Limaj (NISMA) auf die Bildung einer Koalition ihrer Parteien einigten. Laut dieser Abmachung erhält Mustafa das Amt des Parlamentspräsidenten – nach Ablauf der Amtszeit der jetzigen Präsidentin 2015 würde er in dieses Amt wechseln, Haradinaj den Ministerpräsidentenposten und Limaj würde einen stellvertretenden Ministerpräsidenten stellen. Die Idee einer gegen Hashim Thaçi geeinten Opposition kam schon vorher von Albin Kurti (VV).
Vetëvendosje! wird dieser Koalitionsregierung nur dann ihre Stimme geben, wenn ihre drei Forderungen respektiert werden: 1. Der Krieg gegen die Korruption, 2. die Suspendierung des Dialogs mit Serbien und 3. die Aussetzung der Privatisierung von KEK (Energieversorgungsunternehmen), Trepča und PTK.
Die PDK ist mit diesem Schritt der drei Parteien nicht einverstanden. Sie sieht ihn sogar als verfassungswidrig an, denn ihrer Ansicht nach dürfe nur diejenige Partei oder Koalition die Regierung bilden, welche die Parlamentswahl gewonnen hat. Und sie erklärte durch ihren stellvertretenden Parteivorsitzenden Hajredin Kuçi, dass eine Klage beim Verfassungsgericht erhoben werde, falls sie nicht zur Regierungsbildung beauftragt werde.

## Verstöße während des Wahlprozesses
Am 13. Juni gab die Zentrale Wahlkommission bekannt, dass einzelne politische Parteien mit Bußen bestraft würden, da sie während des Wahlkampfs und während des Urnengangs einige Gesetzesverstösse begingen. So wurde die PDK mit einer Buße von 6500 Euro bestraft, da sie während der Wahlruhe bei einzelnen Stimmberechtigten für sich warb. Auch die NISMA wurde bestraft, da einige ihrer Mitglieder in Malisheva versuchten, Stimmen zu kaufen.

## Nach der Wahl
Ein Kommentator der FAZ resümierte acht Monate nach der Wahl: Viele hofften auf einen Neuanfang, nachdem die langjährige Regierungspartei ihre Parlamentsmehrheit verloren hatte. Doch die übrigen Fraktionen brachten ein halbes Jahr lang keine Koalition zustande. Jetzt regieren die alten Gewalten weiter. Gerade die Mittelschicht hatte sich Hoffnungen gemacht, dass die Vetternwirtschaft endet und sie endlich Aufstiegschancen erhält. Diese Träume sind verflogen, weshalb die Desillusionierten auswandern.
Im Juni 2014 beantragten 320 Kosovaren in der Bundesrepublik Asyl, im Dezember 1.956 und im Januar 2015 3.630. Tausende weitere konnten noch keinen Asylantrag stellen, weil sich das Prozedere wegen des großen Ansturms verzögert.
Die Flüchtlinge kommen über die „grüne Grenze“ zwischen Serbien und Ungarn.

### Zentrale Wahlkommission
- Offizielle Internetseite der Zentralen Wahlkommission zur Parlamentswahl 2014
- Offizieller Stimmzettel. (PDF; 169 kB; albanisch, serbisch, türkisch)
- Liste der rund 1200 Kandidaten der 30 politischen Subjekte (albanisch, serbisch und türkisch; PDF-Datei, 365 kB)
- Liste der Abstimmungslokale. (PDF; 527 kB; albanisch, serbisch)

### Deutschsprachige Medien
- Konrad-Adenauer-Stiftung:
  - Anja Czymmeck: Kosovo in Vorbereitung auf Parlamentswahlen. 19. März 2014
  - Ivana Bozic, Milos Stanojkovic, Dina Milovanovic: Kosovo Parliamentary Elections 2014: Serb community toward new political realities. (PDF; 204 kB) 6. Juni 2014 (englisch)
- DerStandard:
  - Am 9. Juni: Thaçis Demokraten gewinnen zum dritten Mal im Kosovo.
  - Adelheid Wölfl: Ein Rennen Kopf an Kopf im Kosovo. am 7. Juni 2014 und am 9. Juni: Wahlen im Kosovo: Ein Sieg für die Integration.
- Tagesschau.de:
  - Am 8. Juni 2014: Parlamentswahl im Kosovo: Thaci hofft auf dritte Amtszeit. (Memento vom 10. Juni 2014 im Internet Archive) Am 9. Juni: Parlamentswahl im Kosovo: Thaci-Partei kann weiter regieren. (Memento vom 10. Juni 2014 im Internet Archive)
- Schweizer Radio und Fernsehen:
  - Am 8. Juni 2014: Kosovo: Ein junger Staat mit Kinderkrankheiten. Am 9. Juni: Im Kosovo ist der alte Regierungschef der neue.